# Bibissara Assaubajewa
Bibissara Jerchanqysy Assaubajewa (kasachisch Бибісара Ерханқызы Асаубаева Bibısara Erhanqyzy Asaubaeva, beim Weltschachbund FIDE Bibisara Assaubayeva; * 26. Februar 2004 in Taras, Kasachstan) ist eine kasachische Schachspielerin. Sie wurde 2021 und 2022 Weltmeisterin im Blitzschach.

## Schachkarriere
Jugendweltmeisterin wurde sie in der Altersklasse U8 2011 und in der Altersklasse U12 2016. Im Dezember 2021 wurde sie hinter Alexandra Kostenjuk Zweite bei der Schnellschach-Weltmeisterschaft der Frauen in Warschau. Zwei Tage später gewann sie die Blitzschach-Weltmeisterschaft der Frauen,  indem sie das Turnier mit 1½ Punkten Vorsprung und einem Ergebnis von 14/17 gewann. Sie stand bereits vor der letzten Runde als Weltmeisterin fest. Im Dezember 2022 verteidigte sie in Almaty ihren Titel mit 13/17.
Seit 2019 trägt sie den Titel Großmeister der Frauen (WGM), seit 2020 den Titel Internationaler Meister (IM). Für den Großmeister-Titel schaffte sie die dritte notwendige Norm beim Sharjah Masters im Mai 2025 und erhielt den Titel schließlich zwei Monate später.